# 町田みゆう
町田 みゆう（まちだ みゆう、1992年5月22日 - ）は、日本のグラビアアイドルである。埼玉県出身。

## 略歴
メイド・カフェの店員、地下アイドルを経て、グラビアアイドルに転身する。2014年、初のDVD『キミノタメニ』が発売される。同年、2枚目のDVD『みゆうパイ』が発売される。バラエティ番組『アイドルの穴〜日テレジェニックを探せ!〜』に出演し、日テレジェニック候補生として注目を集める。日テレジェニックには選ばれなかったため、事前の公約通り、『東京スポーツ』紙上でセミ・ヌード姿を披露する。8月27日、所属事務所アート・エージェンシーの副社長に就任したことが発表される。

## 作品

### 映像作品
- キミノタメニ（2014年3月28日、グラッソ） - EAN 4515778509748。
- みゆうパイ（2014年7月25日、グラッソ） - EAN 4515778510683。

## 出演

### テレビ
- 真夜中のおバカ騒ぎ!（2014年1月2日 - 1月30日）
- アイドルの穴〜日テレジェニックを探せ!〜（2014年4月5日 - 6月21日）